# Mercedes Quintana
Pour les articles homonymes, voir Quintana.
Haydée Mercedes Quintana Saravia, connue comme Mercedes Quintana ou Mecha Quintana (1910 - 1996 à Buenos Aires) est une danseuse classique argentine, chorégraphe, metteur en scène et actrice de théâtre, de cinéma et de télévision. Elle a eu une carrière de premier plan en Argentine dans les années 1930. 

## Biographie
Mercedes Quintana se forme au Conservatorio Nacional de Música y Arte Escénico, aujourd'hui Escuela Nacional de Danzas Aída Mastrazzi à Buenos Aires. Elle a comme professeur Elena Smirnova, Boris Romanov, Bronislava Nijinska, Antonia Mercé, Mikhail Fokine, Serge Lifar, Ekaterina Galanta, Esmée Bulnes et à Paris Alexander Volinine.
En 1928, elle entre dans le corps de ballet du théâtre Colón et commence comme professeure au Conservatoire National de Danse. En 1931, après la venue de Mikhail Fokine à Buenos Aires, elle ajoute son style chorégraphique à sa propre esthétique.
Quintana commence sa carrière chorégraphique en 1932 et pour cela, elle créé son propre corps de ballet La poesía de la danza. Elle crée des œuvres telles que Variaciones sinfónicas, Rapsodia en azul, Valses nobles y sentimentales, Las dos palomas  et L'Aprés midi d'un faune. 
En 1945, le Teatro Colón l'engage comme danseuse étoile et chorégraphe, où elle crée des œuvres telles que la Sinfonía clásica avec une musique de Serge Prokofiev,  Sinfonía clásica, La Vierge à midi, des danses pour opéras et en 1963 son ballet Blancanieves.
En 1961, elle est nommée directrice de l'École nationale de danse. Dans le même temps, elle ouvre son école de danse. Parmi ses élèves, il y a Olga Ferri et Beatriz Moscheni.  
Elle crée la chorégraphie de certains films au cours des années 1971 et 1972.  

## Répertoire
- 1929 : Petrouchka. La Valse
- 1929 : Pulcinella
- 1930 : Giselle
- 1930 : Los payasos
- 1931 : Carnaval
- 1931 : El aprendiz de brujo
- 1931 : Le Prince Igor, chorégraphie de Michel Fokin
- 1932 : La flor del irupé
- 1932 : Huemac
- 1933 : Les Sylphides
- 1933 : Schut
- 1933 : Los comediantes celosos
- 1933 : Le Lac des cygnes
- 1933 : Estudio
- 1933 : El beso de hada
- 1935 : Bolero
- 1935 : Amor Brujo
- 1935 : Petrouschka
- 1939 : Ollantay
- 1944 : Poesía de la danza
- 1945 : La que murió en París
- 1945 : La Vierge a midi
- 1949 : Los Amores de la virreina, de Enrique García Velloso, de Francisco Calcavallo et Ivo Pelay. Teatro Cervantes
- 1958 : Las picardías de Scapin, d'après Molière, de Cecilio Madanes. Teatro Caminito

## Cinéma
Elle est apparue dans des films tels que Yo quiero ser bataclana (es) (1941), Ven... mi corazón te llama (es) (1942) et Mujeres que bailan (1949).